# Кок-Жайляу
Кок-Жайляу (каз. Көк-Жайлау — «Зелёное пастбище») — урочище на территории Иле-Алатауского государственного национального природного парка, расположенное с востока на запад между Малым и Большим Алматинскими ущельями в 10 км от города Алматы в Казахстане. Абсолютная высота урочища — 2200 м над уровнем моря.

## Описание места
Это плато под пиком Кумбель с видом на город Алматы, горнолыжный курорт «Чимбулак», урочище «Медеу» и Большой Алматинский пик.

## Обитатели
Территорию Кок-Жайляу населяют насекомые, растения, животные и птицы, в том числе включённые в «Перечень редких и находящихся под угрозой исчезновения видов животных и растений Республики Казахстан».

### Насекомые
Среди бабочек: белый аполлон (Parnassius apollo), тяньшанский и горные аполлоны (Parnassius tiansdhanicus, P. delphius), редкий вид сатира караназа Дублицкого (Karanasa dublitzkyi), голубянка блестящая (Tersamolycaena splendens) и др. Из жесткокрылых — это такие редкие и эндемичные (то есть обитающие только в Заилийском Алатау и нигде больше) виды как: Carabus lindemanni Ball., C. hiekei Kabak et Kryzh., Dorcadion grande B. Jak., Coccinella tianschanica Dobzh., Chilocorus bipustulatus L., Stethorus punctillum Wse. Так, из отряда жуков изучены 252 видов жужелиц, 180 — стафилинид, 102 — листоедов; из отряда чешуекрылых, или бабочек — 145 видов дневных бабочек; из отряда перепончатокрылых — 110 видов пчелиных, 97 — роющих ос, 33 — муравьёв и 30 наездников. Из всего этого многообразия только 24 вида включены в Красную книгу Казахстана, среди которых 3 вида моллюсков (брадибена сенестрорза, псеудонапеус Шниткова и туркомилакс Цветкова). Остальные относятся к классу насекомых: булавобрюх заметный, красотка-девушка (отряд стрекозы), боливария короткокрылая (богомоловые), дыбка степная, красотел Семёнова, желтушка Ершова, бедромилиус.

### Птицы
Гнездящихся — 105 видов, прилетающих на зимовку — 18, пролётных — 55 видов. В Красную книгу Казахстана включены 11 видов (чёрный аист, орёл-карлик, беркут, кумай, шахин, серпоклюв, филин, балобан — пролётный; сапсан, и большая чечевица — зимующие).

### Животные
На территории, охватывающей бассейны рек Большая и Малая Алматинка, можно встретить тяньшаньскую бурозубку, скальную белозубку, красную пищуху, серого сурка, тяньшаньскую мышовку, серебристую полёвку, волк, горного козла, марала, косулю, кабана, лисицу и белок. Там обитают и животные, которые занесены в Красную книгу Казахстана — это тяньшанский бурый медведь, каменная куница, среднеазиатаская речная выдра, манул, туркестанская рысь и индийский дикобраз. Другой обитатель парка — снежный барс или ирбис, символ г. Алматы. Крупное хищное млекопитающее из семейства кошачьих, он олицетворяет собой величественный мир гор Азии. В настоящее время численность этих животных катастрофически мала. Охотничий участок одного барса составляет около 160 км². В последние годы его следы были замечены в верховьях Малого Алматинского ущелья и в окрестностях горы Кумбель. Беркут и снежный барс включены в Красную книгу Казахстана и в Красный список угрожаемых видов Международного союза охраны природы IUCN.

### Растения
На территории Кок-Жайляу растут гибридные популяции тюльпанов Островского и Зинаиды, шафран Алатавский(Crocus alatavicus), девясил, а также лекарственные растения — душица, мята перечная и другие. Урочище Кок-Жайляу — это одно из немногих мест, где ещё осталась знаменитая яблоня Сиверса, которая является родоначальницей многих современных сортов культурных яблонь и находится под угрозой исчезновения. Основным видом реликтовых хвойных лесов является тянь-шаньская ель или ель Шренка (лат. Pizla Schrenkiana). Также в урочище можно встретить такие деревья, как сосны, рябины, берёзы и осины.

## Туризм
Урочище Кок-Жайляу, благодаря своему месторасположению, является одним из самых доступных и любимых мест отдыха алматинцев, увлекающихся пешим, велосипедным, лыжным и конным туризмом. На данный момент, это единственный уголок Иле-Алатауского национального парка, который доступен всем бесплатно.
Ключевым моментом, который привлекает европейских туристов в Казахстан, по воззрению профессионалов туризма — это нетронутая природа и её уголки, которые похожи на Иле-Алатауский национальный парк. В последние года по всему миру становится известным экотуризм — туризм, который оказывает малое влияние на находящуюся вокруг среду.
В урочище обустроены пешие тропы разного уровня сложности. Присутствуют места для кемпинга. Установлены информационные стенды с описанием обитающих здесь животных и сведения о редких растениях. Конечной точкой тропы на Кок-Жайляу считается водопад.

## Угроза разрушения урочища Кок-Жайляу
Выполняя поручение Президента Республики Казахстан Назарбаева Н. А. акимат г. Алматы во главе с акимом Есимовым А. С. и министерство индустрии и новых технологий РК приняли решение о строительстве горнолыжного комплекса мирового класса на территории Иле-Алатауского Национального природного парка. Первым этапом строительства обозначена территория урочища Кок-Жайляу и горы Кумбель. На этом этапе длина трасс составит 65 км. Следующим этапом планируется застройка всего Иле-Алатауского природого парка. Позднее, в ноябре 2017 года, власти Алма-Аты объявили, что площадь застройки курорта будет сокращена в девять раз. Сам курорт уже не рассматривается как объект международного уровня и предполагается, что он будет ориентирован прежде всего на местных жителей. Тем не менее, протесты общественности против строительства курорта продолжились.

## Международная поддержка

### NABU
Почётный президент Немецкого Союза охраны природы (NABU), лауреат альтернативной Нобелевской премии, профессор, доктор Михаель Сукков (Michael Succow) и вице-президент НАБУ, председатель Фонда
NABU International, Томас Теннхардт (Thomas Tennhardt) обратились к Президенту Казахстана с просьбой отказаться от строительства горнолыжного курорта в Иле-Алатауском национальном парке. Они готовы активно содействовать номинации Иле-Алатауского национального парка в Список всемирного природного наследия ЮНЕСКО. Профессор Михаель Сукков (Michael Succow) констатирует, что на государственном уровне развитию «мягкого» ответственного туризма пока не уделяется серьёзного внимания. Прежде всего, поддерживаются так называемые туристические «мегапроекты», которые чреваты не только большими финансовыми рисками, но и серьёзной угрозой для природы. Не являются исключением и планы развития горнолыжного курорта в Иле-Алатауском национальном парке. В результате этого обостряются экологические и финансовые риски. Изменение климата, которое уже сейчас имеет устойчивую тенденцию, сокращает лыжный сезон в Тянь-Шане, и приведёт к дополнительной нагрузке на природную среду за счёт изменения вегетационных зон в горах.
Письмо было также направлено министру охраны окружающей среды РК Каппарову Н. Д., министру сельского хозяйства РК Мамытбекову А. С. и министру индустрии и новых технологий РК Исекешеву А. О.

### WHC UNESCO
World Heritage Centre UNESCO также рекомендовал руководству Казахстана отказаться от осуществления проекта по строительству горнолыжного курорта на территории Иле-Алатауского Национального природного парка. При этом указывается большое значение развития экологического туризма и номинации территорий ООПТ в Список всемирного природного наследия ЮНЕСКО. Президент центра Всемирного Наследия господин Кишоре Рао WHC UNESCO запрашивает у казахстанского правительства информацию относительно данного проекта, но пока безответно.

### IUCN WCPA
Всемирная комиссия по особо охраняемым природным территориям Международного союза охраны природы направила письма Президенту Казахстана, в профильные министерства и в акимат города Алматы с просьбой учесть позицию этой уважаемой международной организации при принятии каких-либо решений относительно Иле-Алатауского Национального природного парка.